# Carretera Federal 85
La carretera Panamericana Ciudad de México a Nuevo Laredo fue la primera carretera de México que unió a la Ciudad de México con la frontera con los Estados Unidos y la principal obra ejecutada por la entonces recientemente formada Comisión Nacional de Caminos, en 1925, gracias a los auspicios del presidente Plutarco Elías Calles.

## Trazo
La Carretera Federal 85 conecta la Ciudad de México con la frontera de los EE. UU. en Nuevo Laredo, Tamaulipas. La carretera 85 corre a través de Pachuca, Tamazunchale,El Naranjo, Ciudad Valles,  Ciudad Victoria y Montemorelos. Su trayecto inicia en el Monumento a los Indios Verdes. La carretera 85 es la ruta original de la Carretera Panamericana, desde la capital de la república hasta la frontera norte.

## Autopistas
La carretera 85 tiene dos vías de peaje alternativas (Autopistas), ambos llevan el nombre de México a la autopista federal 85D. Un tramo corre de Nuevo Laredo a Monterrey (123.1 kilómetros MXN $304 (Octubre 2023)) y el otro es de la Ciudad de México hacia Pachuca de Soto (45.8 kilómetros MXN $65 (Diciembre 2023)).

## Construcción
El trazo definitivo de la carretera obedeció a varios factores que fueron considerados al tomar las decisiones acerca de su construcción:
1. Las carreteras Nuevo Laredo - Monterrey - Linares y Ciudad de México - Pachuca ya existían y estaban pavimentadas en toda su trayectoria, a excepción del tramo Linares - Monterrey. Es decir, los extremos de la carretera ya estaban definidos con anterioridad al inicio del proyecto y construcción.
2. Se buscaba un trazo complementario al de los ferrocarriles, evitando en la medida de lo posible el que la nueva carretera corriera paralela a una vía férrea, integrando -de esta manera- regiones tradicionalmente aisladas y ricas en recursos a la economía nacional.
3. Se buscaba economizar en costos y aprovechar mano de obra local para la realización de la obra.

Por la razón expresada en el punto 2 el trazo se localizó bastante alejado de la trayectoria del Ferrocarril Central Mexicano, que corría por Querétaro, San Luis Potosí, Vanegas, Saltillo, Monterrey y Nuevo Laredo. En todo momento se buscó que la trayectoria definitiva no tocara la mencionada vía férrea.
Es por ello que, al estar ya construida la carretera de México a Pachuca, se escogiera esta vía como salida hacia Nuevo Laredo desde la Ciudad de México.
Se consideraban en esa época para llegar a la frontera con los Estados Unidos una "Ruta Occidental", una "Ruta Central" y una "Ruta Oriental". La primera de las rutas fue abandonada por ya existir dos vías férreas que conectaban la Ciudad de México con la frontera norte; para decidir entre la "Ruta Central" y la "Ruta Oriental" se formaron, en agosto de 1925, cinco brigadas de ingenieros de la Comisión Nacional de Caminos, para determinar el mejor trazo entre la Ciudad de México y Ciudad Victoria, capital del Estado de Tamaulipas.
La primera y segunda brigada iniciaron el estudio entre Pachuca y Cerritos, en San Luis Potosí, pasando por Actopan, Ixmiquilpan, Tasquillo, Jacala y Jalpan.
La segunda y tercera brigadas hicieron un reconocimiento de la línea Oriental de Pachuca a Victoria, pasando por Zacualtipán, Mineral del Monte, Omitlán, Atotonilco el Grande, Tianguistengo, Tantoyuca y Tampico.
La quinta brigada hizo el reconocimiento entre Tampico y Nuevo Laredo, pasando por Victoria, Monterrey, Sabinas Hidalgo y Nuevo Laredo.
Posteriormente se tuvo que hacer un estudio especial, de carácter local, para determinar un mejor trazo entre Río Verde y Tula, pasando por la estación del Ferrocarril Mexicano denominada "Las Tablas".
En octubre de 1926 se realizó un nuevo estudio basado en datos de producción local, buscando el trazo entre Pachuca y Ciudad Victoria, pasando por Ixmiquilpan, Zimapán, Jacala y Tamazunchale, así como una ruta alterna por Real del Monte, Atotonilco el Grande, Vega de Metztitlán y Molango.
En febrero de 1927 se hizo otro estudio local del trazo entre Tamazunchale y Ciudad Victoria, desviándose al occidente sin tocar la población de Xicoténcatl.
Es así que el trazo definitivo del camino nacional de Nuevo Laredo, con las últimas modificaciones a la localización del tramo que cruza la Sierra Madre Oriental, entre Zimapán y Tamazunchale, se determinó en 1928.
La longitud total del camino se estableció en 1,231.740 kilómetros, desde la puerta central del Palacio Nacional, en la Ciudad de México, hasta la mitad de la longitud total del Puente Internacional que une las poblaciones de Nuevo Laredo, Tamaulipas, en México, y Laredo, Texas, en los Estados Unidos.

## Secciones
Las principales secciones del camino son:
- Ciudad de México - Colonia, Hidalgo, con longitud de 90,5 km. En realidad el camino comienza en el "km 6", en la Villa Gustavo A. Madero a un costado del Metro Indios Verdes, actualmente dentro de la Ciudad de México, que corresponde al punto desde el que la Comisión Nacional de Caminos tomó el control de la obra, por lo que la longitud real del camino en este pequeño tramo es de 84,5 km. Este tramo esta conectado con diversas rutas del transporte pub lico que se dirigen hacia Ecatepec de Morelos, Ojo de Agua, Tecámac, Zumpango, Tizayuca, Villa de Tezontepec, Pachuca de Soto desde Indios Verdes,Potrero, Central del Norte

- Colonia - Tamazunchale, del "km 84.500" al "km 366.600", para una longitud total de 282,1 km. Esta es la parte más difícil de todo el trayecto, ya que implica el descender desde los 2400 m s. n. m. del entronque Colonia hasta los 124 m s. n. m. de Tamazunchale, pasando por uno de los sectores más accidentados de la Sierra Madre Oriental. Para tal efecto se tuvieron que abrir terracerías en la bajada al Valle de Tasquillo; se tuvo que llegar al puerto de Xhitá, al Puerto de las Trancas y atravesar, en lo más abrupto del trazo, las barrancas de Los Mármoles y de La Encarnación, en donde hay impresionantes cantiles y desfiladeros así como fuertes relices, ejecutándose terraplenes de gran volumen en toda la localización. Los trabajos iniciaron en julio de 1929 y concluyeron en junio de 1936.

- Tamazunchale - Ciudad Victoria, del "km 366.600" al "km 705.540", con una longitud total de 338,94 km. Este tramo fue el de más sencilla construcción, encontrándose únicamente en el trazo la Cumbre de Llera, o Mesa del Borrego. Existen lomeríos en el trayecto y algún terreno montañoso, como el ubicado entre Tamazunchale y Matlapa, en el Cañón del Abra y en las Cumbres de Llera, antes mencionadas. En toda esta región la pluviosidad es muy elevada, y las temperaturas también, lo que confiere a los trabajos aquí ejecutados -muchos se llevaron a cabo abriendo terracerías con escrepas y con arados tirados por bestias- un esfuerzo adicional.

- Ciudad Victoria - Nuevo Laredo, del "km 705,54" al "km 1225,74", para una longitud de 520,2 km. Este camino no ofreció mayor dificultad desde un punto de vista técnico, a excepción de la Cuesta del Salero, en el "km 801"; la Cuesta de Garrapatas, en el "km 921" y la de Margaritas, en el "km 949". En el "km 1062" se localizó la Cuesta de Mamulique, tramo montañoso y con bastantes curvas cuyo trazo fue rectificado completamente en años posteriores mediante el movimiento de tierras con explosivos.

Es así que finalmente el 1 de julio de 1936 el presidente Lázaro Cárdenas Del Río entregó la obra.
Unos años más tarde, al implementarse el plan de numeración de las carreteras federales de México, se asignó el número 85 a dicha carretera, por lo que el camino nacional México - Nuevo Laredo se convirtió en la Carretera Federal México 85.

## Actualidad
La llamada originalmente Carretera Nacional N.º 1 hacia Nuevo Laredo es poco utilizada para el tránsito hacia la frontera, ya que al atravesar la Sierra Madre Oriental hace que su longitud sea sensiblemente mayor a la Carretera 57 que irónicamente sigue el recorrido de lo que fuera Ferrocarril Central Mexicano (hoy parte de Kansas City Southern de México) y que utiliza la vía Ciudad de México - Colonia - Tamazunchale - Ciudad Victoria - Monterrey - Nuevo Laredo. La anterior carretera todavía es llamada "Carretera Nacional" en el estado de Nuevo León y tiene fines turísticos para internarse en el territorio conocido como el parque nacional Cumbres de Monterrey.